# Prata (Massa Marittima)
Prata è una frazione del comune italiano di Massa Marittima, nella provincia di Grosseto, in Toscana.

## Geografia fisica
Il borgo è situato a circa 12 km a nord-est del capoluogo comunale nell'area delle Colline Metallifere grossetane.
Prata si posiziona ai piedi dei suoi poggi, il Poggio della Croce (848 m) e il Poggione (914 m).

## Storia
Prata è documentata come castello medievale fino dall'XI secolo. I signori del castello, feudatari di origine tedesca probabilmente scesi in Toscana al seguito dell'imperatore Ottone III e connessi da legami di sangue con gli Alberti di Prato e di Monterotondo, erano ghibellini. Specie da quando, nel 1270, Siena divenne guelfa e intensificò la sua spinta verso il mare, il castello di Prata, che dominava la strada principale tra Siena e la costa, divenne oggetto delle mire senesi. Malgrado il sostegno degli altri castelli ghibellini della Maremma, Prata, dopo anni di insurrezioni e di guerriglia, si arrese a Siena nel 1289 dopo un assedio intermittente di quattro anni, ed entrò a far parte del territorio della Repubblica di Siena.
Nel 1489, a seguito di un'altra insurrezione, Siena smantellò il castello e ne cedette il territorio allo Spedale di Santa Maria della Scala. Lo Spedale utilizzò il territorio di Prata per l'allevamento del bestiame e dominò la vita economica del borgo per quasi tre secoli. Il centro di Prata passò al Granducato di Toscana a metà Cinquecento, a seguito della definitiva caduta della Repubblica di Siena, e da allora ne seguì le sorti. Nell'ultimo quarto del XVIII secolo il granduca Pietro Leopoldo, nell'ambito della sua politica di smembramento dei latifondi, obbligò lo spedale a vendere le sue proprietà. Circa nello stesso periodo (1783) una riforma municipale inserì la comunità di Prata nel Comune di Massa Marittima.
Nei primi mesi dell'Ottocento il paese fu al centro di alcuni episodi di guerriglia contro le truppe francesi che rioccupavano la Toscana dopo la battaglia di Marengo. Alla fine i francesi assalirono e saccheggiarono Prata per tre giorni, dal 10 al 13 marzo 1801.

## Monumenti e luoghi d'interesse

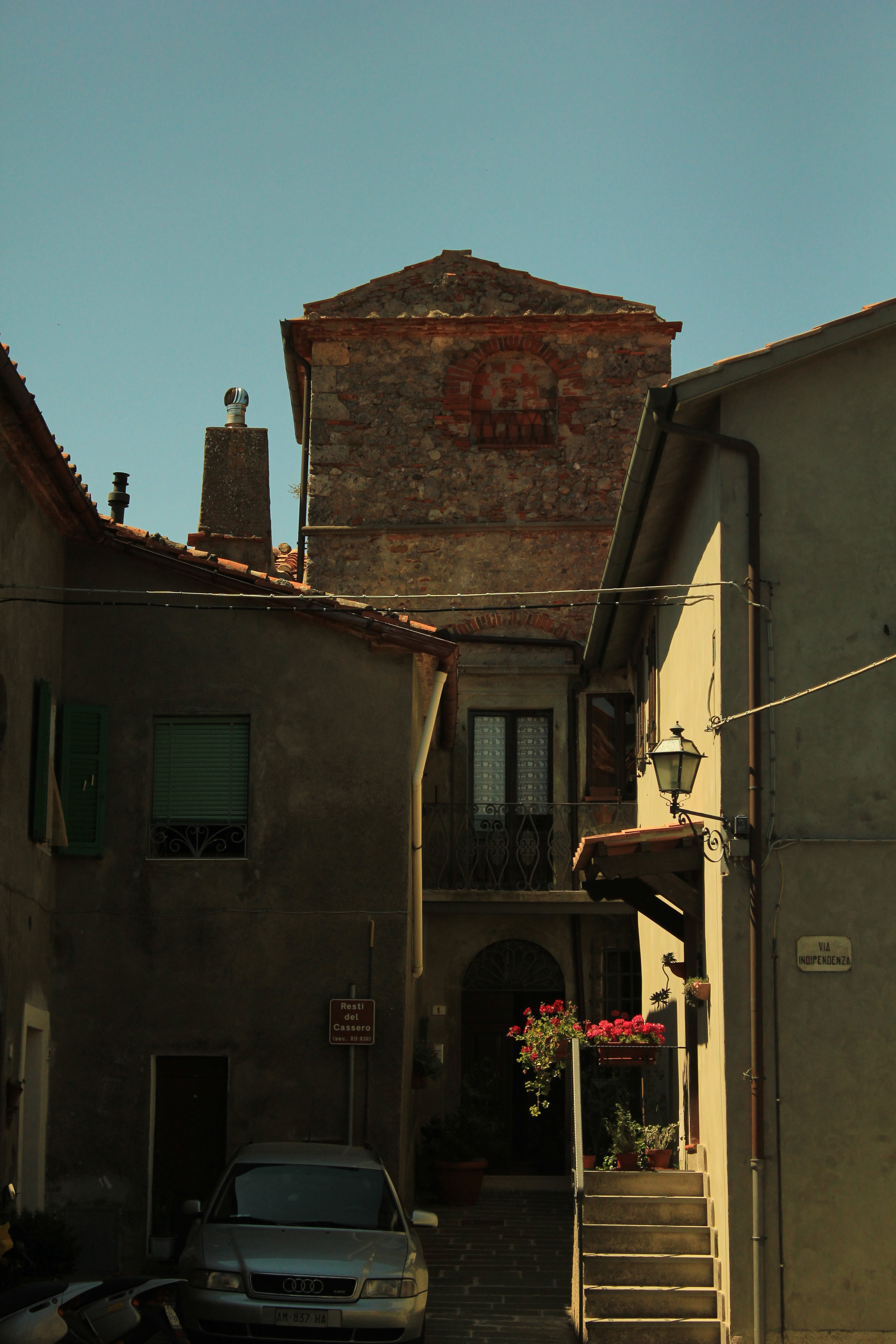
Resti del cassero

### Architetture religiose
- Pieve di Santa Maria Assunta, chiesa parrocchiale della frazione, se ne hanno notizie sin dall'XI secolo ed ha subito delle ristrutturazioni settecentesche.

- Chiesa di San Sebastiano della Misericordia, situata poco fuori dal paese, fu edificata nel XIX secolo a navata unica, con facciata di ispirazione neoclassica.

- Oratorio della Madonna alla Fonte Vecchia, situata nei boschi fuori dal paese e legata ad una leggenda locale.

- Cappella dell'Ascensione, situata in località Gabellino.

### Architetture militari
- Cassero Senese, documentato fin dall'XI secolo. Oggi è possibile vederne la struttura, risalente agli anni tra il XIII ed il XIV secolo, inglobata all'interno di alcune abitazioni del centro storico della frazione. È andata completamente perduta invece la cinta muraria.

## Società

### Evoluzione demografica
Quella che segue è l'evoluzione demografica della frazione di Prata. Sono indicati gli abitanti dell'intera frazione e dove è possibile la cifra riferita al solo capoluogo di frazione. Dal 1991 sono contati da Istat solamente gli abitanti del centro abitato, non della frazione.
| Anno | Abitanti | Abitanti       |
| Anno | Frazione | Centro abitato |
| ---- | -------- | -------------- |
| 1640 | 581      | -              |
| 1745 | 537      | -              |
| 1833 | 1 532    | -              |
| 1845 | 1 321    | -              |
| 1921 | 2 288    | -              |
| 1931 | 2 042    | -              |
| 1961 | 1 660    | 1 361          |
| 1981 | 887      | 778            |
| 2001 | -        | 559            |
| 2011 | -        | 584            |

### Tradizioni e folclore
A Prata si festeggia ogni lunedì di Pentecoste la Festa della Madonna del Canale, presso l'Oratorio della Madonna alla Fonte Vecchia, ad un chilometro di distanza dal paese. Secondo la leggenda la Madonna apparve in questo luogo e per ricordare tale evento fu realizzata un'edicola votiva con un affresco raffigurante la Vergine (1680); quando l'edicola si deteriorò, l'affresco fu riprodotto su di una tela spostata nella chiesa di Prata, ma per due volte scomparve e riapparve presso la fonte. Fu visto come un segno divino e qui venne realizzato l'oratorio che vediamo oggi: la popolazione di Prata, da allora, in segno simbolico riporta la tela in questione dal paese all'oratorio con una solenne processione ogni tre anni.
Ogni anno nel mese di Agosto ,  nel corso della festa medioevale, si corre la corsa della Ruzzola tra le tre contrade del paese: Pianello, Terrarossa, Palazzo. Una disputa in cui i partecipanti, tre per contrada percorrono un percorso tirando forme di formaggio ben stagionato. Ai primi che completano il giro, il palio ogni anno disegnato da una pittrice del paese.

## Curiosità
La tortuosità della strada che conduce a Prata, dovuta al susseguirsi di numerose curve, è entrata a far parte di un modo di dire maremmano, che viene rivolto generalmente a persone nervose oppure in non perfette condizioni fisiche: 

## Galleria d'immagini

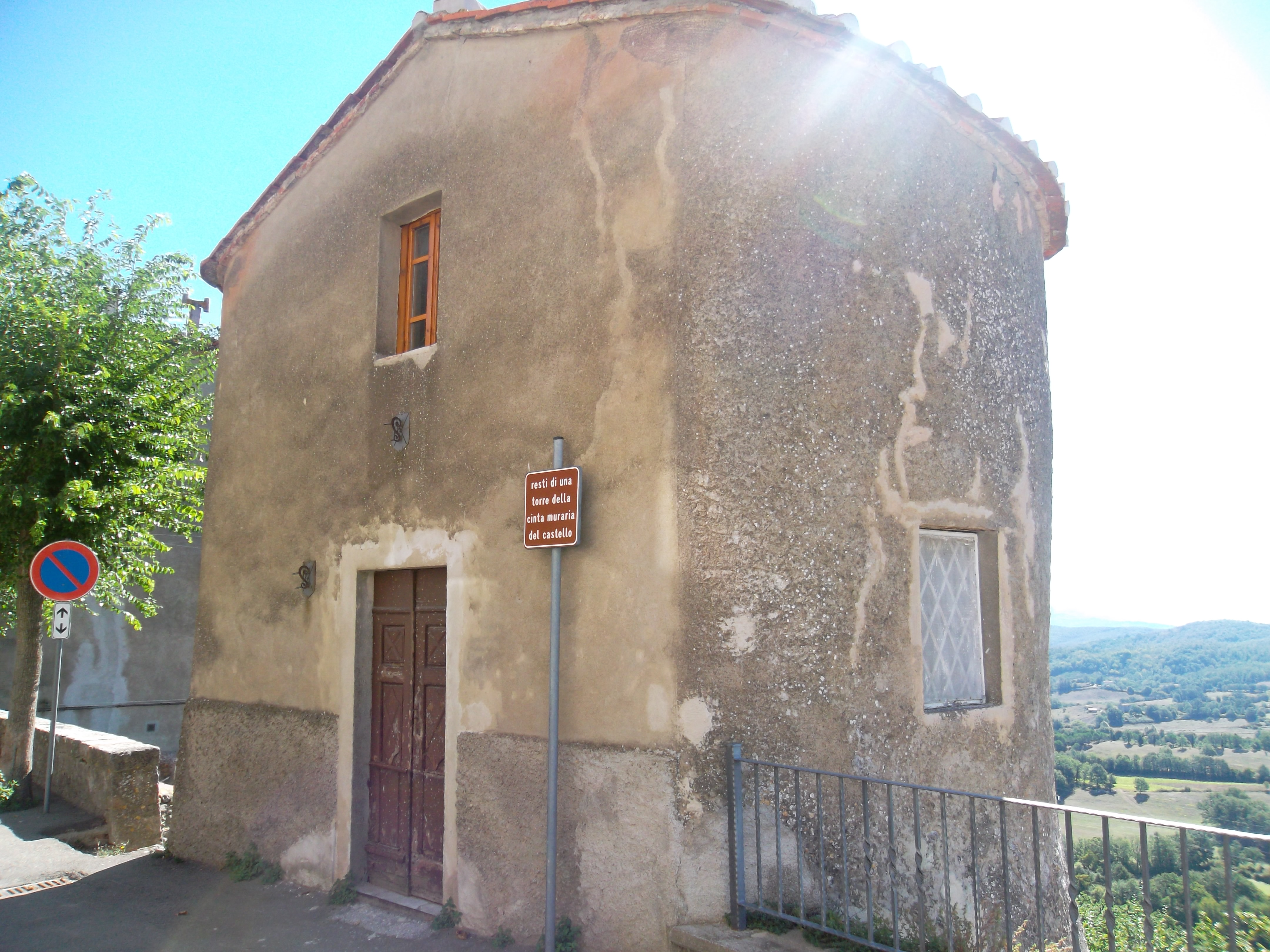
Resti di una torre della cinta muraria del castello
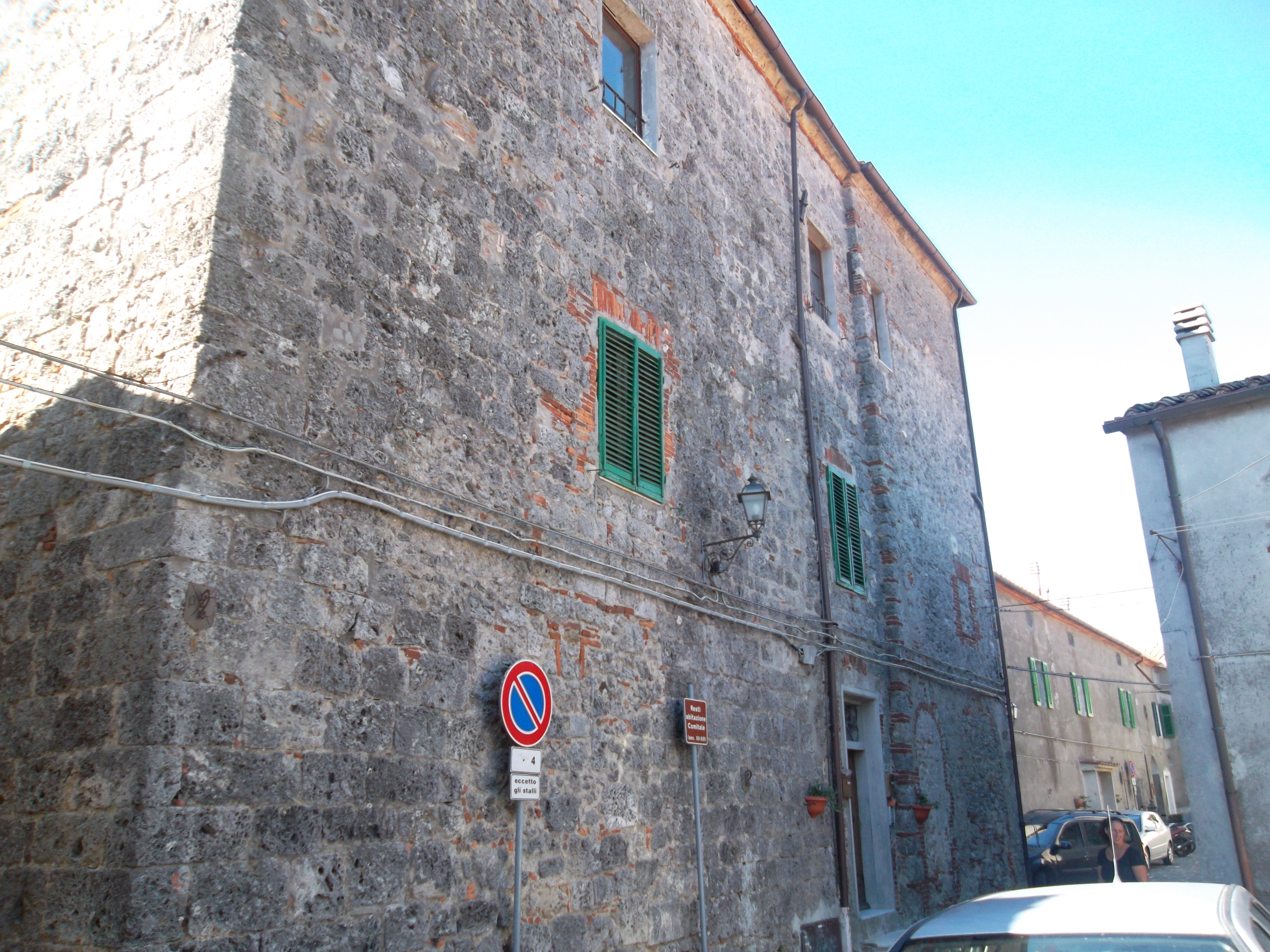
Resti abitazione comitale (XII secolo)
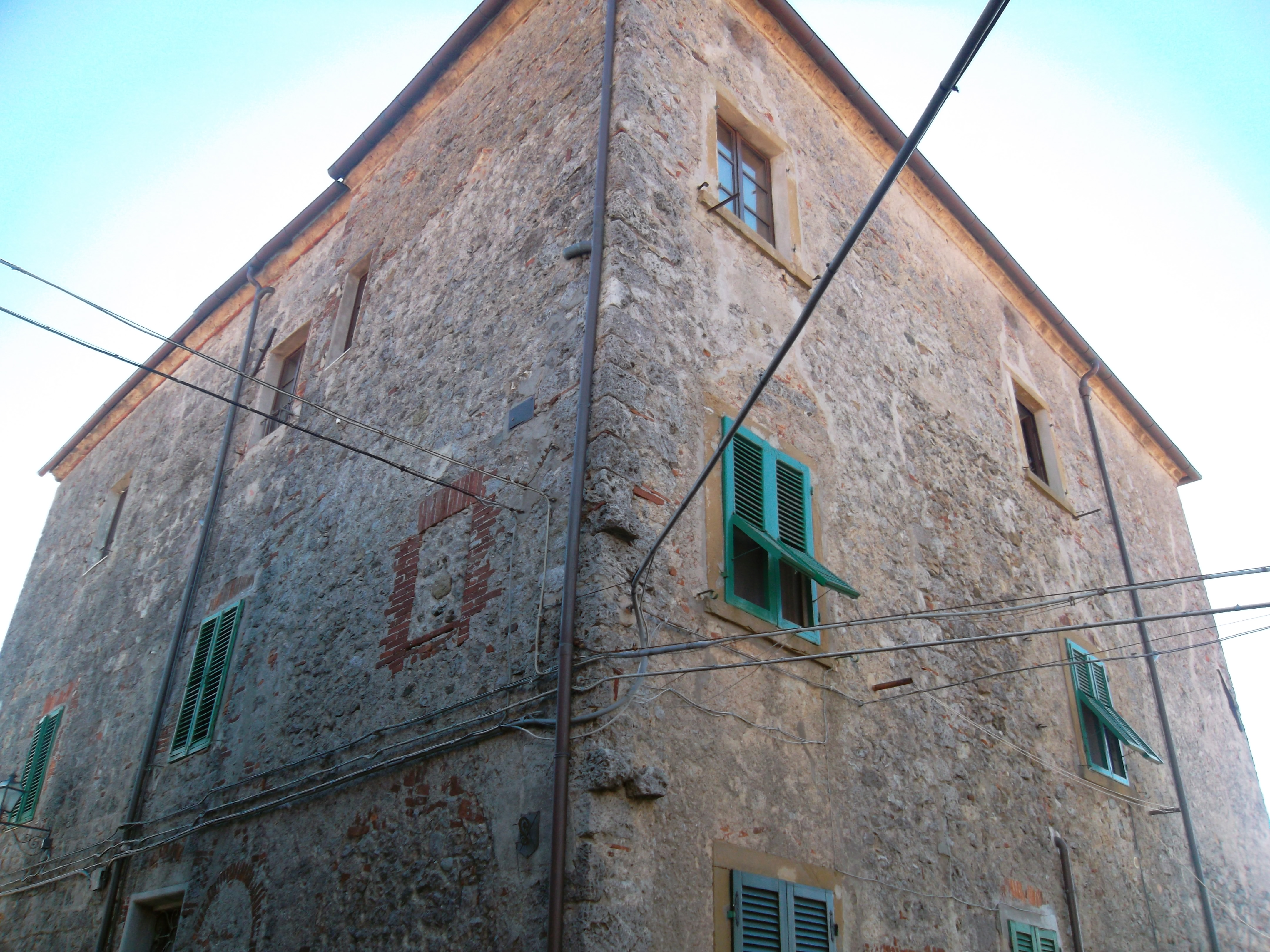
Resti abitazione comitale (XII secolo)
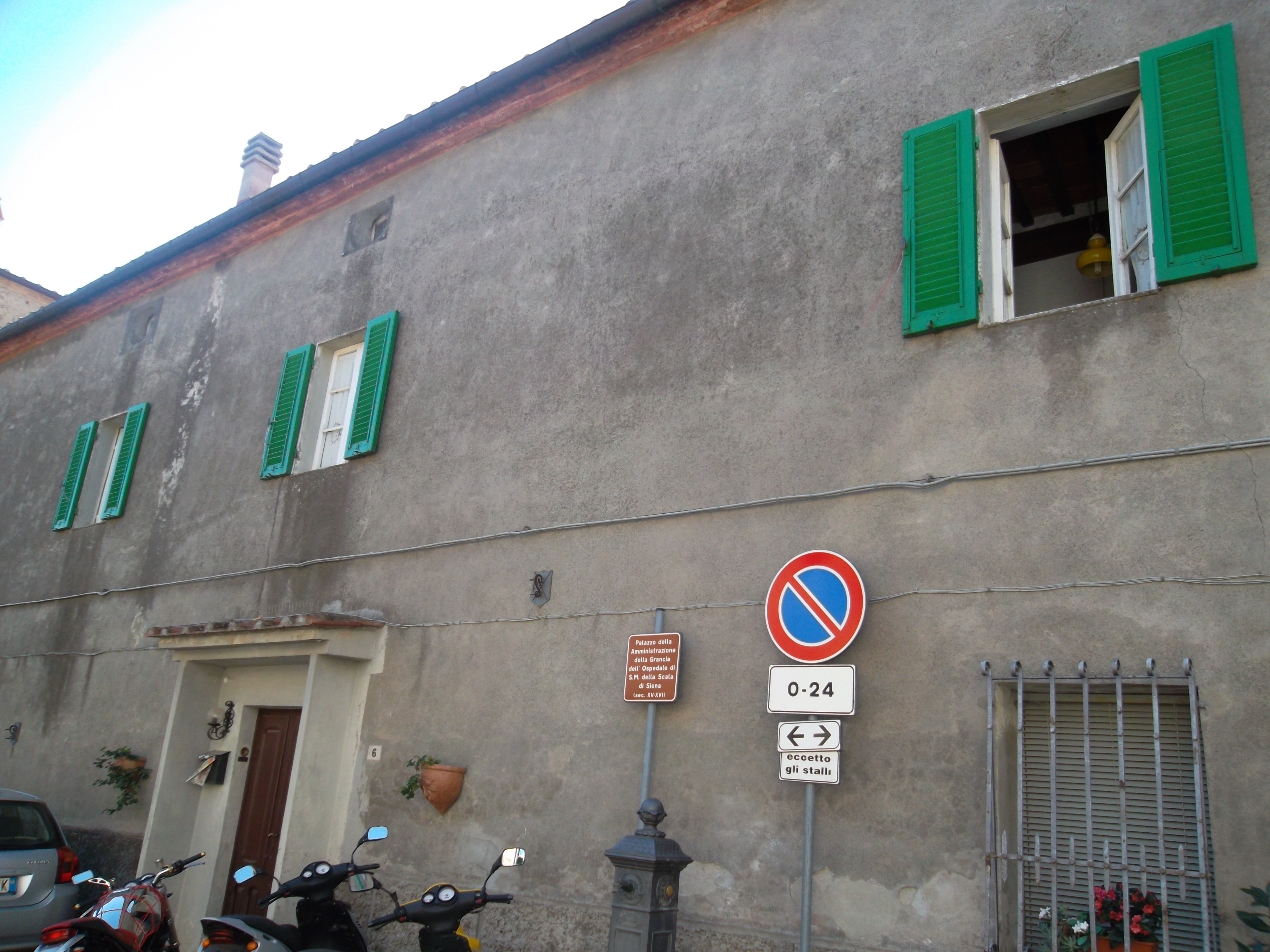
Palazzo dell'Amministrazione della Grancia dell'Ospedale di S.M. della Scala di Siena (secoli XV-XVI)
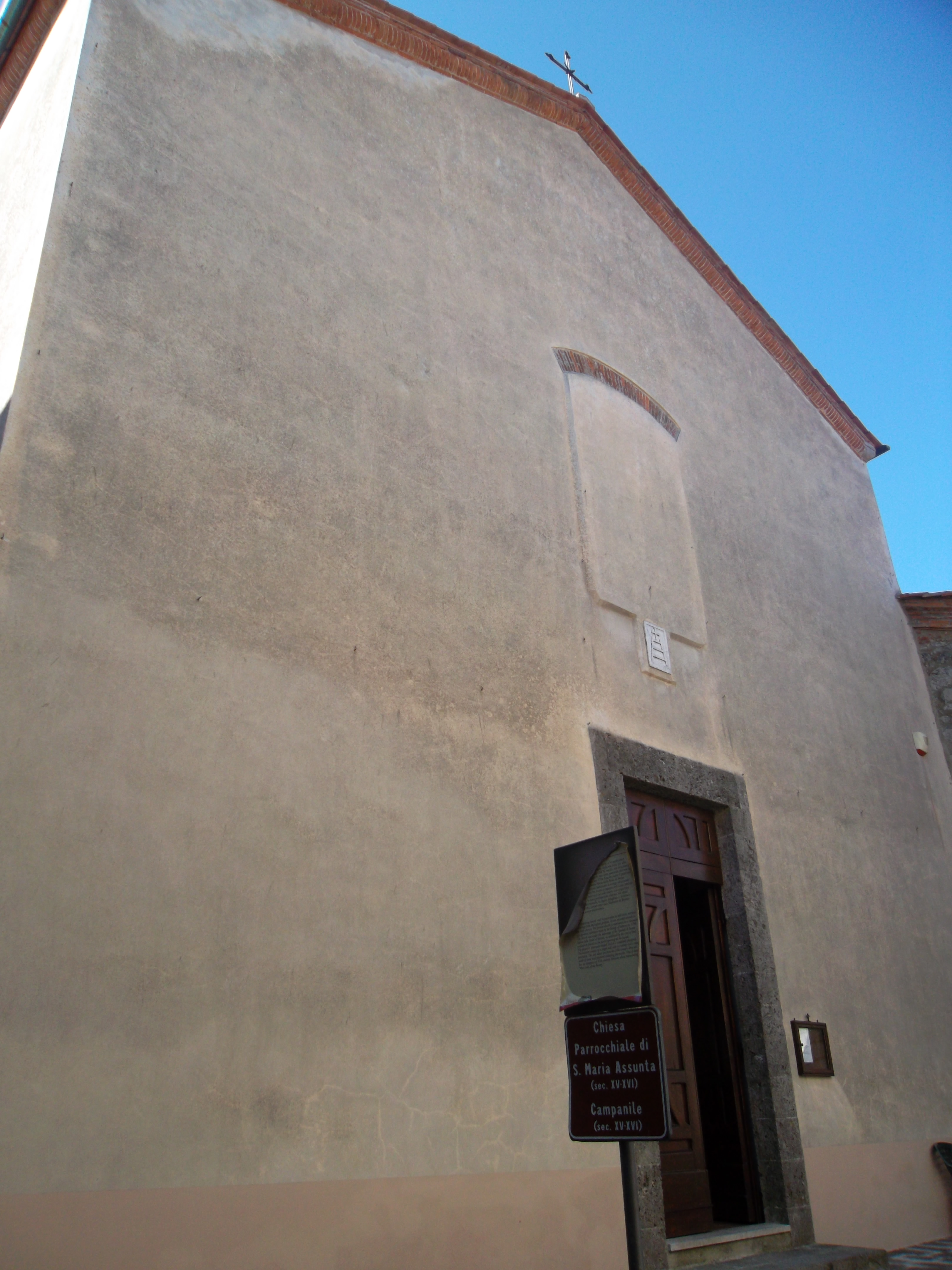
Facciata della Chiesa parrocchiale Santa Maria Assunta (secoli XIV-XV)
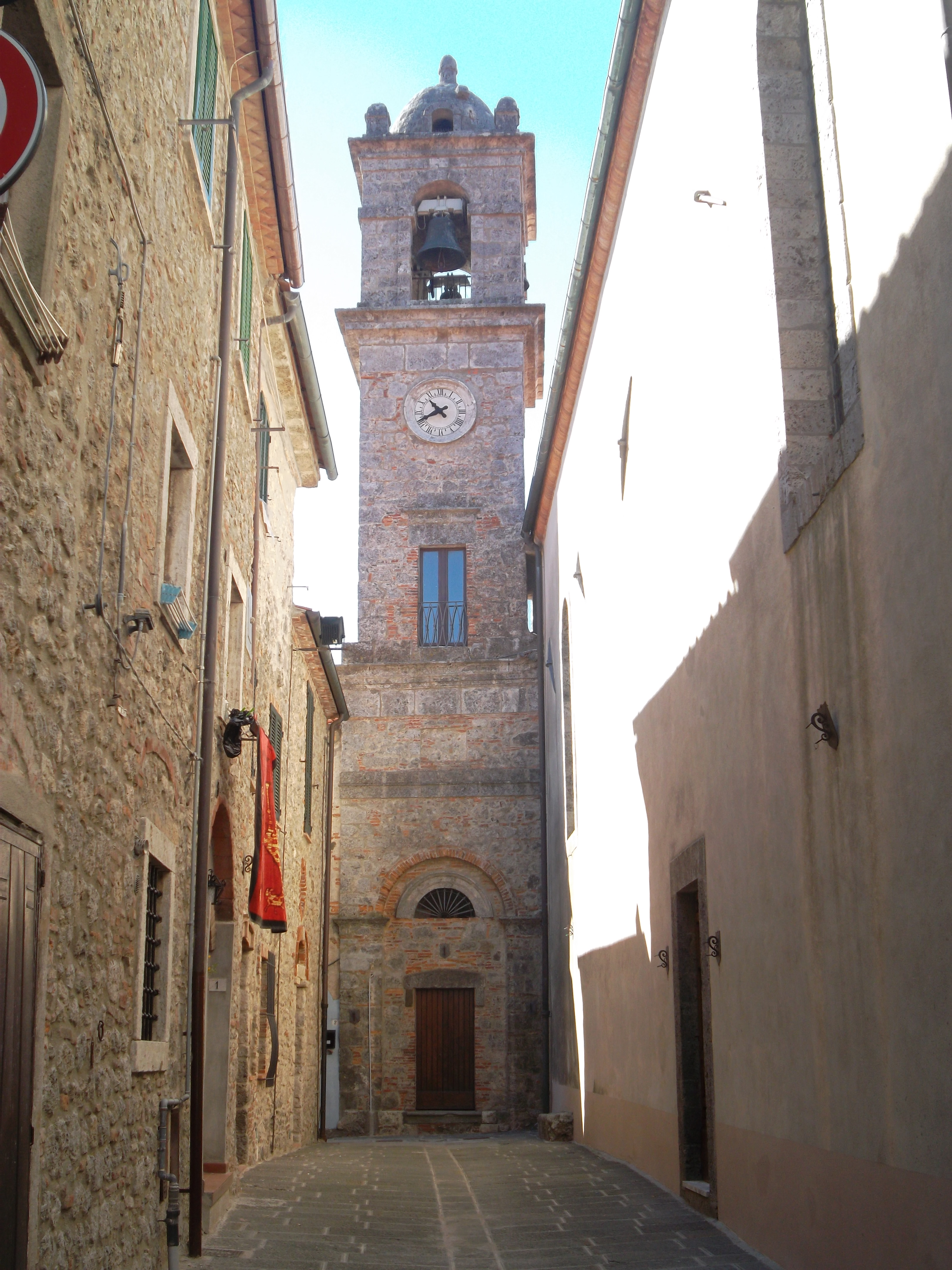
Campanile (secoli XIV-XV)
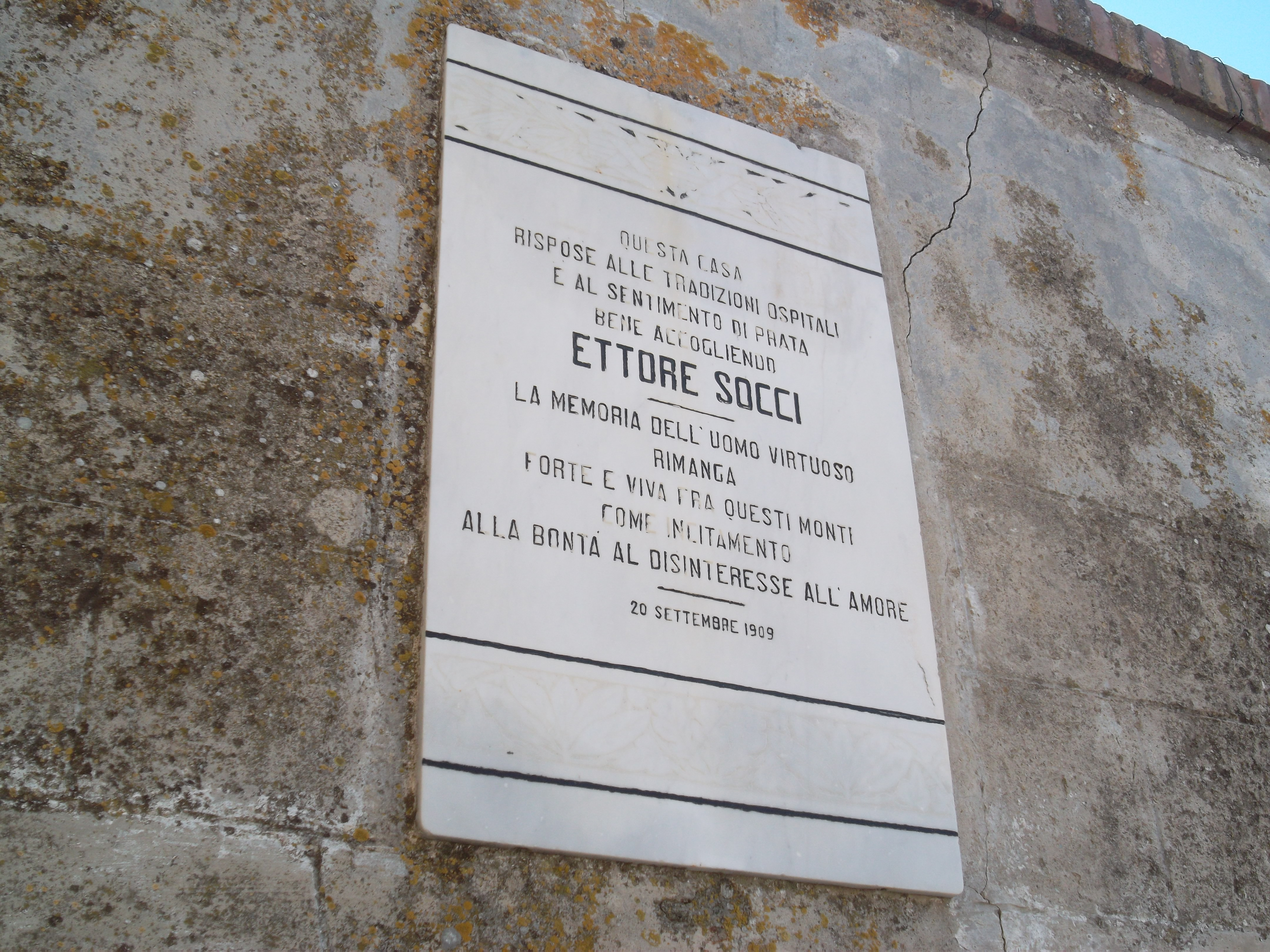
Lapide di Ettore Socci del 1909